# Bedingung (Recht)
Bedingung ist im Recht die einer Willenserklärung hinzugefügte Bestimmung, nach der die Rechtswirksamkeit des Rechtsgeschäfts von einem ungewissen zukünftigen Ereignis abhängig gemacht wird.

## Allgemeines
Manche Rechtsgeschäfte werden nach dem Willen der Beteiligten nicht sofort wirksam, sondern erst, wenn ein hiermit klar beschriebenes künftiges Ereignis, dessen Eintritt ungewiss ist, tatsächlich eintritt. Ungewissheit ist hierbei die mangelnde Kenntnis über die künftige Entwicklung eines Umweltzustands. Tritt das Ereignis ein, wird der Vertrag automatisch wirksam, tritt es nicht ein, gilt der Vertrag als nicht geschlossen. Damit kann die Wirksamkeit von Verträgen von Zukunftsentwicklungen abhängig gemacht werden, also die Rechtslage an die noch nicht überschaubare Zukunft angepasst werden. Die Möglichkeit, derartige Bedingungen in Verträge einzubringen, ist Ausfluss der allgemeinen Vertragsfreiheit.
Vertragsbedingungen wie Allgemeine Geschäftsbedingungen, Allgemeine Vertragsbedingungen, Lieferungs- oder Zahlungsbedingungen sind keine Bedingungen im Rechtssinn, sondern Bestandteile eines Vertrags, die einen bestimmten Sachverhalt oder die Rechte und Pflichten der Vertragspartner regeln. Auch Konditionen sind keine Bedingungen, sondern häufig preisrelevante Bestimmungen, welche den Vertragsinhalt bilden (wie beispielsweise Kreditkonditionen).

## Geschichte
Bereits das frühe römische Recht kannte die Bedingung (lateinisch conditio) in Form der aufschiebenden Bedingung. Mit Ausnahme bestimmter bedingungsfeindlicher Rechtshandlungen (lateinisch actus legitimi) stand sie für Geschäfte aller Art zur Verfügung.
Das Urkundenbuch von Arnstadt erwähnte die Rechtsbedingung in Deutschland ersichtlich erstmals 1302. Mit der Bedeutung als „Einschränkung“ erschien sie erstmals 1505 in Kassel. Das Allgemeine Preußische Landrecht (APL) vom Juni 1794 enthielt bereits die heutigen Wesensmerkmale der Bedingung: „Soweit jemand über eine Sache verfügen kann, soweit kann er auch seiner Willenserklärung darüber Bedingungen beifügen“ (APL I 4, § 99). Johann August von Hellfeld definierte 1798 präziser: Eine Bedingung ist die „einer Willenserklärung beigefügte Bestimmung darunter, wodurch das daraus entstehende Recht von einem Ereignis, welches eintreffen oder nicht eintreffen soll, abhängig gemacht wird“. Bernhard Windscheid verfasste 1851 die erste Monografie über die Bedingung, deren Inhalt das im Januar 1900 in Kraft getretene BGB übernahm. Otto Heinrich Wendt brachte 1872 ein Lehrbuch heraus, in welchem er Bedingungen nicht überall für zulässig hielt.

## Arten
Bedingungen kennt das Zivilrecht und das Verwaltungsrecht.

### Zivilrecht
Als Bedingung bezeichnet man im Zivilrecht eine durch Parteiwille in ein Geschäft eingefügte Bestimmung, welche die Rechtswirkungen des Geschäfts von einem ungewissen zukünftigen Ereignis abhängig macht. Im deutschen Zivilrecht ist die Bedingung in § 158 BGB geregelt.

#### Auflösende Bedingung
Die auflösende (oder auch resolutive) Bedingung bestimmt einen Zustand, bei dessen Eintritt ein Rechtsverhältnis enden soll, beispielsweise: „Der Lizenzvertrag endet, sobald das letzte der lizenzierten Patente erlischt.“ Geregelt ist die auflösende Bedingung in § 158 Abs. 2 BGB.
Mit einer auflösenden Bedingung lässt sich etwa ein Vertrag auf Zeit schließen, wenn der Endzeitpunkt an ein zukünftiges, aber unsicheres Ereignis geknüpft ist; so ließe sich beispielsweise der Arbeitsvertrag mit einem teuren Fußballprofi für den Fall auflösend bedingen, dass der Verein in die zweite Liga absteigt (falls dieser etwa befürchtet, das Gehalt dann nicht mehr aufbringen zu können).

#### Aufschiebende Bedingung
Eine aufschiebende (oder auch suspensive) Bedingung ist eine Bedingung, bei deren Eintritt ein Rechtsverhältnis wirksam werden soll. Im deutschen Recht ist die aufschiebende Bedingung in § 158 Abs. 1 BGB geregelt. Bis zum Eintritt der Bedingung ist das Rechtsgeschäft schwebend unwirksam. Sind die Geschäftsfähigkeit, Verfügungsbefugnis oder der Erwerb kraft Rechtsscheins strittig, kommt es stets auf den Zeitpunkt der Vornahme des Rechtsgeschäfts an. Eine nach Vornahme des Rechtsgeschäfts, jedoch vor Bedingungseintritt eintretende Geschäftsunfähigkeit, Verfügungsbeschränkung oder fehlende Gutgläubigkeit ist demnach unbeachtlich.
Ein bekanntes Beispiel ist der Eigentumsvorbehalt, der oftmals in Allgemeinen Geschäftsbedingungen enthalten ist. Die Übereignung der Kaufsache wird darin durch die Kaufpreiszahlung aufschiebend bedingt. Erst wenn der Käufer den Kaufpreis bezahlt hat, wird er Eigentümer der Kaufsache. Bis zu diesem Zeitpunkt bleibt der Verkäufer Eigentümer. Durch diese aufschiebende Bedingung entsteht ein Anwartschaftsrecht des Käufers an der Kaufsache.

#### Potestativbedingungen und Wollensbedingungen
Potestativbedingungen sind Bedingungen, deren Eintritt oder Nichteintritt allein vom Verhalten einer Partei abhängt. Wollensbedingungen sind Bedingungen deren Eintritt oder Nichteintritt allein vom geäußerten Willen des Erklärungsempfängers (also einer Willenserklärung) abhängt.
Beispiel
Eine Änderungskündigung (vgl. § 2 KSchG) des Arbeitgebers wird für den Fall ausgesprochen, dass sich der Arbeitnehmer nicht zu einer Vertragsänderung bereit erklärt. Ob die Rechtsfolge der Kündigungserklärung eintritt, hängt hierbei alleine vom Willen des Arbeitnehmers ab.
Potestativbedingungen sind grundsätzlich zulässig, können aber im Einzelfall sittenwidrig sein (§ 138 Abs. 1 BGB), wenn durch sie in den Kernbereich der Entscheidungsfreiheit einer Person, insbesondere bei höchstpersönlichen Entscheidungen eingegriffen wird. Dies wird z. B. angenommen, wenn ein Schenkungsversprechen unter der Bedingung abgegeben wird, dass der andere die Konfession wechsele oder sich von seiner Ehefrau scheiden lasse. Eine Wollensbedingung ist aber nur ausnahmsweise anzunehmen (z. B. auch bei Einräumung eines Ankaufs- oder Wiederkaufsrechts).
Bindet sich nur eine Vertragsseite, während sich die andere durch eine vermeintliche Wollensbedingung ihre Entscheidung vorbehält, liegt jedoch in der Regel ein Vertragsangebot mit verlängerter Bindungswirkung vor.

#### Unechte Bedingungen
Von den rechtsgeschäftlich vereinbarten Bedingungen sind die unechten Bedingungen zu unterscheiden, die nicht von §§ 158 ff. BGB erfasst sind. Zu diesen zählen:
- Die Scheinbedingung (oder Gegenwartsbedingung; lateinisch condicio in praesens vel praeteritum collata bzw. relata) beruht auf einem vergangenen oder gegenwärtigen Zustand, der den Beteiligten eines Rechtsgeschäfts noch nicht bekannt ist; sie ist keine Bedingung. Beispielsweise ist die Formulierung „wenn gestern die standesamtliche Trauung stattgefunden hat“ eine Scheinbedingung, weil dieses Ereignis vergangenheitsbezogen und damit objektiv nicht mehr ungewiss ist.
- Die Rechtsbedingung (lateinisch condicio iuris) ist die einem Geschäft von vorneherein eigentümliche Wirksamkeitsvoraussetzung. Sie wiederholt lediglich gesetzliche Erfordernisse in Form einer Bedingung („wenn das Betreuungsgericht den Gesellschaftsvertrag mit dem Minderjährigen genehmigt“) und ist unschädlich. Sie ist ebenfalls keine echte Bedingung. Hierzu gehören auch Bedingungen, bei denen der Eintritt von einer Rechtsfrage abhängt (z. B. ordentliche Kündigung für den Fall der Unwirksamkeit einer außerordentlichen Kündigung, Genehmigung durch Dritte (§ 185 Abs. 2 BGB) oder durch eine Behörde).
- Innerprozessuale Bedingungen, über deren Eintritt das erkennende Gericht im Laufe des Verfahrens entscheidet (z. B. Eventualanfechtung, Eventualaufrechnung) sowie

#### Zeitbestimmung
Tritt das künftige Ereignis zu einem gewissen Zeitpunkt (etwa bestimmtes Datum) oder ungewissen Zeitpunkt (etwa Tod einer Person) ein, so liegt eine Zeitbestimmung vor.

#### Grundsatz der Bedingungsfeindlichkeit
Unter Bedingungsfeindlichkeit versteht man das gesetzliche Verbot, bestimmte Rechtsgeschäfte unter einer Bedingung abzuschließen. Der Eintritt des mit dem Rechtsgeschäft beabsichtigten Erfolges darf also nicht von Faktoren abhängig sein, die außerhalb des Rechtsgeschäftes liegen, und die zukünftig und ungewiss sind.
Grundsätzlich sind Rechtsgeschäfte bedingungsfreundlich. Folgende Beispiele sind dagegen Ausnahmen; diese sind in der Regel auch befristungsfeindlich:
- Kraft ausdrücklicher gesetzlicher Regelung, z. B.
  - Aufrechnung, § 388 S. 2 BGB
  - Auflassung, § 925 Abs. 2 BGB
    - Bestellung und Übertragung eines Erbrechtes, § 1 Abs. 4, § 11 Abs. 1 Erbbauverordnung
    - Begründung und Aufhebung von Wohneigentum, § 4 Abs. 2 S. 2 WEG

  - Eheschließung, § 1311 BGB
  - Vaterschaftsanerkennung, § 1594 Abs. 3 BGB
  - Sorgeerklärung, § 1626b Abs. 1 BGB
  - Annahme und Ausschlagung von Erbschaft oder Vermächtnis, § 1947, § 2180 Abs. 2 S. 2 BGB
  - Entscheidung über die Annahme des Amts als Testamentvollstrecker, § 2202 Abs. 2 S. 2 BGB
  - Erteilung einer Prokura, § 50 Abs. 2 HGB
  - Bedingungen bei einem Indossament eines Wechsels, Art. 12 Abs. 1 S. 2 Wechselgesetz
- aus der Natur der Sache bei Gestaltungsgeschäften, da dem Erklärungsempfänger keine Ungewissheit zuzumuten ist (der bei einseitigen Gestaltungsrechten vorliegende – und für den Empfänger rechtsunsichere – Schwebezustand soll durch die Ausübung des Gestaltungsrechts beendet und nicht durch einen anderen Schwebezustand ersetzt werden) z. B.
  - Anfechtung
  - Kündigung, u. a. § 314 BGB; allerdings Befristung i. d. R. möglich (oder gar erforderlich), z. B. Kündigungsfristen bei Wohnungsmietverträgen oder bei Arbeitsverhältnissen (vgl. etwa § 573c, § 621 ff. BGB)
  - Widerruf, u. a. § 355 BGB
  - Widerspruch, u. a. § 574 BGB
  - Rücktritt, § 346 BGB
  - Genehmigung, u. a. § 182 BGB

Eine Ausnahme wird für die Gestaltungsrechte gemacht, wenn allein der Erklärungsempfänger den Bedingungseintritt herbeiführen kann, weil dann keine Ungewissheit herrscht. Dies ist u. a. der Fall bei der Potestativbedingung oder der Änderungskündigung (nicht möglich ist eine Änderungskündigung allerdings bei Wohnmietverträgen, § 557 BGB). Ebenso ausgenommen von der Bedingungsfeindlichkeit sind innerprozessuale und Rechtsbedingungen.
Arbeitsverträge können insbesondere nur nach Maßgabe des Gesetzes über Teilzeitarbeit und befristete Arbeitsverträge befristet werden. Für Wohnungsmietverträge schränken die Regelungen des § 572 Abs. 2 und des § 575 BGB die Bedingung- und Befristungsmöglichkeiten ein.

### Verwaltungsrecht
Im Verwaltungsrecht ist die Bedingung eine integrative Nebenbestimmung zu einem Verwaltungsakt (§ 36 Abs. 2 Nr. 2 VwVfG). Hierin wird der zivilrechtliche Rechtsbegriff der Bedingung übernommen. Der Verwaltungsakt wird erst mit Eintritt der Bedingung wirksam (aufschiebende Wirkung) oder verliert durch den Eintritt der Bedingung seine Wirksamkeit (auflösende Wirksamkeit). Mit dem zukünftigen Ereignis beginnt oder endet die Wirkung; das Gesetz spricht umschreibend von „Eintritt oder der Wegfall einer Vergünstigung oder einer Belastung“. Schulbeispiel ist die vorsorgliche Einberufung (Verwaltungsakt) für den – zum Zeitpunkt der Einberufung noch nicht vorhandenen und deshalb ungewissen – künftigen Verteidigungsfall. Im Urteil stellte das Bundesverwaltungsgericht (BVerwG) klar, dass der Einberufungsbescheid zwar bereits im Zeitpunkt seiner Zustellung wirksam geworden sei (äußere Wirksamkeit; § 43 Abs. 1 Satz VwVfG); die innere Wirksamkeit (also die von ihm ausgesprochenen Rechtswirkungen) zu angeordneten Wehrübungen (§ 6 Abs. 6 WPflG) und zu unbefristetem Wehrdienst im Verteidigungsfall (§ 4 Abs. 1 Nr. 7 WPflG) sollen aber erst im Bedingungsfall eintreten. Denn § 36 Abs. 2 Nr. 2 VwVfG lasse es zu, nach pflichtmäßigem Ermessen durch Nebenbestimmung den Eintritt einer Belastung von dem ungewissen Eintritt eines zukünftigen Ereignisses abhängig zu machen.
Das Ereignis kann auch in einem Verhalten des Adressaten des Verwaltungsaktes bestehen (Potestativbedingung). Im Unterschied zur Auflage (§ 36 Abs. 2 Nr. 4 VwVfG) kann der Eintritt einer Bedingung nicht mit Mitteln des Verwaltungsvollstreckungsrechts durchgesetzt werden.
Beispiele
- Von einer Gewerbeerlaubnis darf erst Gebrauch gemacht werden, wenn eine bestimmte Qualifikation nachgewiesen wurde (Potestativbedingung) wie etwa die Erlaubnis aus § 33 KWG.
- Eine Erlaubnis zur Herstellung von Kriegswaffen eines Unternehmens erlischt, wenn keine gemäß den Anforderungen des Gesetzes genügend qualifizierte Person mehr beschäftigt wird (auflösende Bedingung).

## Aufschiebende Wirkung
Die aufschiebende Wirkung betrifft Rechtsgebiete, bei denen gegen Gerichtsurteile oder Verwaltungsakte noch Rechtsmittel zulässig sind. Deren Rechtskraft ist bis zur vollständigen Ausschöpfung des Rechtswegs hinausgeschoben, was materiell-rechtlich einer aufschiebenden Bedingung gleichkommt. Dieser Suspensiveffekt bewirkt, dass die Entscheidung nicht rechtswirksam wird, bevor über das Rechtsmittel abschließend entschieden ist. Das trifft vor allem auf das Zwangsvollstreckungsrecht, Strafprozessrecht, Verwaltungsprozessrecht und das Verwaltungsverfahren zu.

## International
Das österreichische Recht entspricht dem deutschen Recht. Gemäß § 696 ABGB ist die Bedingung „ein ungewisses Ereignis, von dem ein Recht abhängig gemacht wird.“ Die Bedingung „ist aufschiebend, wenn das zugedachte Recht erst nach ihrer Erfüllung wirksam wird, und auflösend, wenn das zugedachte Recht bei ihrem Eintritt verloren geht.“ Unverständliche, unbestimmte sowie gesetz- oder sittenwidrige Bedingungen sind nach § 697 ABGB unwirksam.
Auch in der Schweiz kennt man die aufschiebende Bedingung (Art. 151 OR), bei welcher der Vertrag erst durch den Eintritt des noch ungewissen Ereignisses wirksam wird, sowie die auflösende Bedingung (Art. 154 OR), durch deren Erfüllung die bei Vertragsschluss sofort eingetretene Wirkung des Vertrages nachträglich aufgehoben wird. Wird eine Bedingung in der Absicht beigefügt, eine widerrechtliche oder unsittliche Handlung oder Unterlassung zu befördern, so ist der bedingte Anspruch nichtig (Art. 157 OR). Unterschieden wird zudem nach der Art des Ereignisses zwischen positiver und negativer Bedingung. Die positive (auch affirmative) Bedingung wird verwirklicht (und die unter Bedingung gestellte Rechtsfolge ausgelöst), wenn ein bestimmtes Ereignis eintritt, während die negative Bedingung sich beim Ausbleiben von Ereignissen verwirklicht. Zudem unterscheidet man potestative (willkürliche) und kasuelle (zufällige) Bedingungen, je nachdem, ob der Eintritt der Bedingung von einer Partei beeinflusst werden kann oder nicht. Kommt es auf eine bloße Willenserklärung an, so spricht man von einer sogenannten Wollensbedingung.
Der französische Code civil (CC) kennt in Art. 1304 CC die aufschiebende Bedingung (französisch condition suspensive), wenn mit ihrem Eintritt die Verpflichtung bedingungslos wird, und die auflösende (französisch condition résolutoire), wenn ihr Eintritt das Erlöschen der Verpflichtung bewirkt.